# Brigittea
Brigittea – rodzaj pająków z rodziny ciemieńcowatych.
Pająki te odznaczają się opistosomą z siteczkiem przędnym podzielonym na dwie części i mającym tylko jeden przedni rząd szczecinek, w związku z czym pozostały jego obszar pokrywają tylko delikatne brodawki przędne. Samce mają na każdym szczękoczułku wyraźny ząb nasadowo-boczny, który w rodzaju Dictyna jest słabo wykształcony. Poza tym od pokrewnych rodzajów wyróżniają się budową struktur rozrodczych. Płytka płciowa samicy pozbawiona jest bruzd epigynalnych albo ma je znacznie krótsze niż u rodzaju Dictyna. Zbiorniki nasienne nie stykają się ze sobą i wraz z przewodami kopulacyjnymi tworzą spiralną strukturę. Golenie nogogłaszczków samca mają ctenidia położone na jednym alweolusie. Aparat kopulacyjny samca różni się od tego u rodzaju Dictyna zmodyfikowanym wierzchołkiem embolusa.
Takson ten rozprzestrzeniony jest w Europie, na Wyspach Kanaryjskich w Afryce Północnej i palearktycznej Azji, na wschód sięgając Kazachstanu, Tadżykistanu i Iranu. Ponadto jeden gatunek zwleczono do Ameryki Północnej. W Polsce występuje tylko B. latens (zobacz: ciemieńcowate Polski).
Rodzaj ten po raz pierwszy wprowadzony został w 1967 roku przez Pekkę Lehtinena przez wyodrębnienie z rodzaju Dictyna. Z wyjątkiem pracy Františka Millera i Jaroslava Svatoňa z 1978 roku, nie był wyróżniany przez innych autorów aż do rewizji przeprowadzonej przez Jurija Marusika i współpracowników w 2015 roku. Od tegoż roku uznawany jest przez autorów World Spiders Catalogue.
Dotychczas opisano 6 gatunków:
- Brigittea civica (Lucas, 1850)
- Brigittea guanchae (Schmidt, 1968)
- Brigittea innocens (O. Pickard-Cambridge, 1872)
- Brigittea latens (Fabricius, 1775)
- Brigittea varians (Spassky, 1952)
- Brigittea vicina (Simon, 1873)